# ويس كاري
ويس كاري (بالإنجليزية: Wes Curry)‏ هو حكم كرة قاعدة ‏ أمريكي، ولد في 1 أبريل 1860 في ويلمنغتون في الولايات المتحدة، وتوفي في 19 مايو 1933 في فيلادلفيا في الولايات المتحدة.

## وصلات خارجية
- ويس كاري على موقعبيزبول رفرنس.كوم (الدوري الرئيسي) (الإنجليزية)